# 紺野与次郎
紺野 与次郎（こんの よじろう、1910年（明治43年）3月9日 - 1977年（昭和52年）12月19日）は、日本の労働運動家、政治家。元衆議院議員（日本共産党公認、1期）。日本共産党政治局員、幹部会委員、書記局員などを歴任。

## 来歴

### 戦前
山形県西置賜郡荒砥町（現・白鷹町）出身。旧制山形高校（現・山形大学文理学部）在学中、社会科学研究会への参画が発覚し放校処分となる。山形高校中退後18歳にして単身上京し、東京合同労働組合向島支部などに籍を置くかたわら、1929年（昭和4年）日本共産党（第二次共産党）へ入党。同年モスクワで開かれたプロフィンテルン第5回大会に日本代表として加わる。
1931年（昭和6年）1月、風間丈吉とともにソ連から帰国すると、党中央委員として地下活動を行う。当時の共産党は非合法政党ゆえ三・一五事件や四・一六事件など、官憲からの弾圧が強まっていた時期であったが、紺野は岩田義道らと共に風間丈吉を中心とする新指導部（いわゆる「非常時共産党」）を立ち上げる。しかし翌年治安維持法違反で検挙、懲役12年に処せられる（出獄は1943年）。
戦前の紺野については、転向したとする説としていないとする説がある。

### 戦後
農民運動を主導しながら1947年には政治局員に就任するが、1950年6月にレッドパージにより公職追放となり、7月に団体等規正令違反で逮捕状が出たことにより地下に潜行。
1955年8月11日に日本共産党の六全協記念政策発表会に野坂参三、志田重男とともに姿を現し逮捕されるが、同年8月16日に釈放。
その後は所感派と行動をともにし、密出国の形で中華人民共和国に渡航。北京機関のメンバーとなった。帰国後、1964年から1970年まで東京都委員会委員長に就き、1967年東京都知事選挙における革新都政誕生に力を尽くす。この間1966年には幹部会委員及び書記局員となる。
1972年の衆院選で東京1区から出馬し初（トップ）当選を果たす。再選を期して1976年の衆院選に挑むも落選。議員時代の1976年10月には、本会議での矢野絢也衆議院議員（当時）に対する不規則発言「反共のイヌ、イヌがほえている」が懲罰事犯にかけられたが、審査未了廃案となる。
1977年12月19日、心筋梗塞により東京都新宿区の東京女子医科大学病院で死去。67歳。

## 著書
- 『共産党員の品性』（新日本出版社、1966年）
- 『日本農村の階級分析』（新日本出版社、1961年）
- 『日本の夜明けとともに』（紺野与次郎後援会、1972年）